# San Francisco en la cultura popular
Representaciones de San Francisco en la cultura popular se puede encontrar en diferentes medios de comunicación.

## Literatura
La diversidad de San Francisco, sus personajes excéntricos y sus paisajes georgráficos han proporcionado un telón de fondo de muchas obras de ficción, entre ellas:
- The Bridge trilogy de William Gibson
- Altered Carbon de Richard Morgan
- Angels in America de Tony Kushner
  - En la obra y la miniserie de televisión de 2003, se reveló que Heaven se encuentra en San Francisco
- Godspeed de Lynn Breedlove
- Bone de Fae Ng
- City Come A-Walkin' de John Shirley
- The Crying of Lot 49 de Thomas Pynchon
- ¿Sueñan los androides con ovejas eléctricas? de Philip K. Dick
- The Golden Gate de Vikram Seth
- A Heartbreaking Work of Staggering Genius de Dave Eggers
- The Joy Luck Club de Amy Tan
- El Halcón Maltés de Dashiell Hammett
- Martin Eden de Jack London
- McTeague de Frank Norris
- En el camino de Jack Kerouac
- Dharma Bums de Jack Kerouac
- Ransom de Danielle Steel
- Tales of the City de Armistead Maupin
- The Time of Your Life de William Saroyan (obra)
- The Story of a Marriage: A Novel de Andrew Sean Greer

### No ficción
- The Big Strike de Mike Quin
- The Electric Kool-Aid Acid Test de Tom Wolfe
- The Mayor of Castro Street de Randy Shilts

## Cine
Como en el caso de las novelas de ficción, San Francisco ha servido como telón de fondo a un gran número de películas, entre ellas varias consideradas clásicos o influyentes. Muchas de películas con persecuciones de coches tienen lugar principalmente en San Francisco. En total, se incluyen:
| - 40 días y 40 noches (2002) - 48 Hrs. (1982) - After the Thin Man (1936) - August Rush (2007) - Another 48 Hrs. (1990) - Ant-Man (2015) - Ant-Man and the Wasp (2018) - Ant-Man and the Wasp: Quantumania (2023) - The Bachelor (1999) - Barbary Coast (1935) - Basic Instinct (1992) - Al diablo con el diablo (2000) - Los pájaros (1963) - Birdman of Alcatraz (1962) - Big Trouble in Little China (1986) - Born to Kill (1947) - Boys and Girls (2000) - Bullitt (1968) - Burglar (1987) - Cherish (2002) - La conversación (1974) - Copycat (1995) - El núcleo (2003) - Con las horas contadas (1950) - La senda tenebrosa (1947) - Días de vino y rosas (1962) - The Dead Pool (1988) - Harry el Sucio (1971) - Dogfight (1991) - Dopamine (2003) - Double Harness (1933) - Double Jeopardy (1996) - Dr. Dolittle (1998) - Dr. Dolittle 2 (2001) - EDtv (1999) - The Enforcer (1976) - La fuga de Alcatraz (1979) - Chantaje contra una mujer (1962) - Stewie Griffin: La historia jamás contada (2005) - The Fan (1996) - Fearless (1993) - Foul Play (1978) - Four Christmases (2008) - Freebie and the Bean (1974) - The Game (1997) - A Gathering of Eagles (1963) - George of the jungle (1997) - Golden Gate (1994) - Good Neighbor Sam (1964) - Greed (1924) - The Great Ziegfeld (1936) - Guess Who's Coming to Dinner (1967) - Haiku Tunnel (2001) - Heart and Souls (1993) - High Crimes (2002) - Homeward Bound II: Lost in San Francisco (1996) - The House on Telegraph Hill (1951) - How Stella Got Her Groove Back (1998) - Hulk (2003) - Me casé con un comunista (1949) - I Remember Mama (1948) - The Impatient Years (1944) - Innerspace (1987) - Entrevista con el vampiro (1994) - Invasion of the Body Snatchers (1978) - Inside Out (2015) - It Came from Beneath the Sea (1955) | - The Joy Luck Club (1993) - Just Like Heaven (2005) - Al filo de la sospecha (1985) - Kuffs (1992) - The Laughing Policeman (1973) - Magnum Force (1973) - El Halcón Maltés (1941) - Metro (1997) - Milk (2008) - Mrs. Doubtfire (1993) - The Net (1995) - Nine Months (1995) - Old San Francisco (1926) - Terminator Génesis (2015) - The Other Sister (1999) - Pacific Heights (1990) - Pacific Rim (2013) - Rise of the Planet of the Apes (2011) - San Andreas (2015) - Sueños de un seductor (1972) - The Presidio (1988) - The Princess Diaries (2001) - Psych-Out (1968) - En busca de la felicidad (2006) - Quicksilver (1986) - Race Street (1948) - Raiders of the Lost Ark (1981) - Romeo Must Die (2000) - La Roca (1996) - San Francisco (1936) - Serendipity (2001) - Sister Act (1992) - Sister Act 2: Back in the Habit (1993) - The Sisters (1938) - Shang-Chi y la leyenda de los Diez Anillos (2021) - Sharknado: Que la 4ª te acompañe (2016) - Skidoo (1968) - Sneakers (1992) - So I Married an Axe Murderer (1993) - Star Trek IV: The Voyage Home (1986) - Sucker Free City (2004) - Sudden Fear (1952) - Sudden Impact (1983) - Sweet November (2001) - The Sweetest Thing (2002) - Thieves' Highway (1949) - Time After Time (1979) - The Time of Your Life (1948) - The Towering Inferno (1974) - Twisted (2004) - Vertigo (1958) - A View to a Kill (1985) - The Wedding Planner (2001) - What's Up, Doc? (1972) - The Woman in Red (1984) - Venom (2018) - Venom: Let There Be Carnage (2021) - Woman on the Run (1950) - Woman on Top (2000) - X-Men: The Last Stand (2006) - Zodiac (2007) - 10.5 (2004) - Monsters vs. Aliens (2009) |

## Documentales
- The Bridge (2006)
- Crumb (1994)
- Jonestown (2006)
- Thoth (2001)
- The Times of Harvey Milk (1984)
- The Wild Parrots of Telegraph Hill (2005)
- Fog City Mavericks (2007)
- 24 Hours on Craigslist

## Televisión

### Ficción
| - The Adventures of Brisco County, Jr. - The Californians (serie de TV) - Charmed - Crazy Like a Fox - Dharma & Greg - The Division - The Doris Day Show - Eli Stone - The Evidence - Falcon Crest - First Years - Full House - Girls Club - Half & Half - Have Gun, Will Travel - Hooperman - Ironside - Jackie Chan Adventures - Viajero en el tiempo - Killer Instinct - Kindred: The Embraced - The Life and Times of Juniper Lee - The Lineup (también conocido como San Francisco Beat) - Love is a Many Splendored Thing - Lucy, The Daughter of the Devil - McMillan and Wife - MDs | - Midnight Caller - Monk - My Sister Sam - Nash Bridges - Party of Five - Pelswick - Phyllis - Poltergeist: The Legacy - Presidio Med - Robotboy - Sliders - Star Trek - The Streets of San Francisco - Suddenly Susan - That's So Raven - Too Close for Comfort - Touching Evil (U.S.) - Trapper John, M.D. - Twins - Wolf - Women's Murder Club |

### Reality
- 30 Days
- Animal Cops: San Francisco
- Color Splash
- Dirty Jobs
- Mythbusters
- The Real World: San Francisco
- Top Chef
- What Makes it Tick on Fine Living

### Miniseries, especiales o episodios individuales
- Angels in America
- South Park "Smug Alert!"
- Tales of the City

## Videojuegos
- Grand Theft Auto: San Andreas - San Francisco aparece retratada como San Fierro
- Driver: San Francisco
- Homefront - La batalla final contra Corea toma lugar en el Golden Gate y varias áreas de San Francisco.
- Call of Duty: Advanced Warfare - Las misiones Derrumbe y Armada transcurren en el Golden Gate.
- American Truck Simulator - San Francisco es una de las ciudades explorables.
- Watch Dogs 2
- Horizon Forbidden West - La mayor parte de la ciudad está hundida debido al aumento del nivel del mar debido a una catástrofe que se descubre a través del juego

## Música
Las siguientes canciones tratan sobre San Francisco y el Área de la Bahía:
| Título                                                 | Artista |
| ------------------------------------------------------ | --- |
| "408 Funktion"                                         | Killa Sharks |
| "707" by                                               | Mac Dre |
| "Back in San Francisco"                                | The Orange Peels |
| "The Ballad of San Francisco"                          | Caedmon's Call |
| "The Bay"                                              | Zion I |
| "Berkeley is My Baby and I Wanna Kill It"              | Blatz |
| "The Best in Me"                                       | Sherwood |
| "Bixby Canyon Bridge"                                  | Death Cab for Cutie |
| "The Blind Leaving the Blind"                          | Punch Brothers |
| "Bodega Bay"                                           | Glen Uber |
| "Caldecott Tunnel"                                     | Something Corporate |
| "Calling San Francisco"                                | Tommy Castro |
| "Campbell, CA"                                         | Lars Frederiksen and the Bastards |
| "Carlotta Valdez"                                      | Harvey Danger |
| "The Chapter in Your Life Entitled San Francisco"      | The Lucksmiths |
| "Christie Rd."                                         | Green Day |
| "City Hall"                                            | Vienna Teng |
| "Cold Wind"                                            | Arcade Fire |
| "Come Back from San Francisco"                         | The Magnetic Fields |
| "Condition Oakland"                                    | Jawbreaker |
| "Danville Girl"                                        | Woody Guthrie |
| "Deep Kick"                                            | Red Hot Chili Peppers |
| "Deportee (Plane Wreck at Los Gatos)"                  | Woody Guthrie |
| "Don't Gimme No Bammer Weed"                           | RBL Posse |
| "Don't Marry Her"                                      | The Beautiful South |
| "Down in Oakland"                                      | Transplants |
| "Down on Mission Street"                               | Lloyd Cole |
| "Down in Frisco"                                       | Jon English |
| "Do You Know The Way to San Jose"                      | Burt Bacharach, interpretado por Dionne Warwick, Neil Diamond, Frankie Goes to Hollywood                                                                                               |
| "Eastside"                                             | Killa Sharks |
| "Fake Tales Of San Francisco"                          | Arctic Monkeys |
| "Frisco Blues"                                         | John Lee Hooker |
| "Frisco Town"                                          | Memphis Minnie |
| "Gilman Street" (Berkeley)                             | Mr. T Experience |
| "Golden Gate"                                          | Al Jolson |
| "Golden Gate Bridge"                                   | Rose Melberg |
| "The Golden Gate"                                      | John Vanderslice |
| "Grace Cathedral Hill"                                 | The Decemberists |
| "Grace Cathedral Park"                                 | Red House Painters |
| "Half Moon Bay"                                        | Ronnie Day |
| "Hazy SF"                                              | Six Organs of Admittance |
| "Hello, San Francisco"                                 | Buddy Guy |
| "Honeymoon in San Francisco"                           | Of Montreal |
| "Hyphy"                                                | The Federation |
| "I'm Always Drunk in San Francisco"                    | Carmen McRae |
| "I Left My Heart in San Francisco"                     | Tony Bennett |
| "Into Action"                                          | Tim Armstrong featuring Skye Sweetnam |
| "If I Could Give All My Love (Richard Manuel Is Dead)" | Counting Crows |
| "Josie"                                                | John Stewart |
| "Journey to the End of the East Bay"                   | Rancid |
| "Jumpers"                                              | Sleater-Kinney |
| "K-L-M Line"                                           | The Fairways |
| "King of Disco"                                        | Akcent |
| "Left of the Dial"                                     | The Replacements |
| "Let's Go Back to San Francisco" (Parts 1 and 2)       | The First Class (aunque grabado por Tony Burrows con este grupo, esta canción de dos partes aparece en un recopilatorio de The Flower Pot Men (el antiguo grupo de Burrows) más tarde) |
| "Let's Go to San Francisco" (Parts 1 and 2)            | The Flower Pot Men |
| "Lights"                                               | Journey |
| "Linden Arden Stole The Highlights"                    | Van Morrison |
| "Make Like Paper"                                      | Red House Painters |
| "Mean Old Frisco"                                      | Arthur Crudup, covered by Eric Clapton |
| "Million"                                              | Paul Kantner & Grace Slick |
| "Mission Bells"                                        | The Aislers Set |
| "Mission in the Rain"                                  | Jerry Garcia Band |
| "Mission Street"                                       | Vienna Teng |
| "Misty Mountain Hop"                                   | Led Zeppelin |
| "Moon over Marin"                                      | The Dead Kennedys |
| "My Side of the City"                                  | Beulah |
| "New Oakland"                                          | Mistah F.A.B. |
| "Oakland Stroke"                                       | Tower of Power |
| "Pacific Heights"                                      | Pep Love |
| "Palo Alto"                                            | Radiohead |
| "Perfect Blue Buildings" (Berkeley)                    | Counting Crows |
| "Piazza, New York Catcher"                             | Belle and Sebastian |
| "Planet Fillmore"                                      | San Quinn |
| "Rendez-Vous: Potrero Hill"                            | Architecture in Helsinki |
| "Sad But True"                                         | Transplants (Berkeley) |
| "Samba de Sausalito"                                   | Santana |
| "San Franciscan Nights"                                | Eric Burdon & The Animals |
| "San Francisco" de San Francisco,                      | Walter Jurmann y Bronislaw Kaper, interpretado por Jeannette MacDonald |
| "San Francisco"                                        | Alkaline Trio |
| "San Francisco"                                        | Brett Dennen |
| "San Francisco"                                        | The Dingees |
| "San Francisco"                                        | The Dingees |
| "San Francisco"                                        | Hello Saferide |
| "San Francisco"                                        | Jill Sobule |
| "San Francisco"                                        | Kristin Hersh |
| "San Francisco"                                        | Maxime Le Forestier |
| "San Francisco"                                        | MU330 |
| "San Francisco"                                        | Sarah RabDAU |
| "San Francisco"                                        | Ten Mile Tide |
| "San Francisco"                                        | Vanessa Carlton |
| "San Francisco (Be Sure to Wear Flowers in Your Hair)" | Scott McKenzie |
| "San Francisco (You've Got Me)"                        | The Village People |
| "San Francisco Anthem"                                 | San Quinn feat Big Rich and Boo Banga (Producido por Traxamillion) |
| "San Francisco Bay"                                    | Lee Oskar |
| "San Francisco Bay Blues"                              | Jesse Fuller |
| "San Francisco B.C."                                   | Silver Jews |
| "San Francisco Days"                                   | Chris Isaak |
| "San Francisco Fat"                                    | NOFX |
| "San Francisco Knights"                                | People Under the Stairs |
| "San Francisco On The Water"                           | Arik Einstein |
| "San Francisco Payphone"                               | Catch 22 |
| "Santa Rosa"                                           | Nitty Gritty Dirt Band |
| "Sausalito"                                            | Conor Oberst |
| "Sausalito Summernight"                                | Diesel |
| "Shark Infested"                                       | The Killa Sharks |
| "Show'n Love"                                          | The Killa Sharks |
| "Sittin' on) the Dock of the Bay",                     | Otis Redding |
| "Snow in San Anselmo"                                  | Van Morrison |
| "The Sound of San Francisco"                           | Global Deejays |
| "Still Sharkin"                                        | The Killa Sharks |
| "Strawberry Wine"                                      | Ryan Adams |
| "Stuart and the Ave."                                  | Green Day |
| "Tania"                                                | Camper Van Beethoven |
| "Taxi"                                                 | Harry Chapin |
| "Vallejo"                                              | Mac Dre |
| "Welcome 2 Da Bay"                                     | Yukmouth |
| "When I Come Around"                                   | Green Day |
| "Who Needs the Peace Corp?"                            | Frank Zappa |
| "Yay Area"                                             | E-40 |